# Большехехцирский заповедник

Стела в селе Бычиха

Хребет Большой Хехцир

Большехехци́рский госуда́рственный приро́дный запове́дник (Хабаровский край, Россия) учреждён 3 октября 1963 года. Площадь в настоящее время — 45 439 гектаров. Площадь охранной зоны — 12 000 гектаров.
Лесистость территории заповедника составляет около 90 %.

## Название
Название заповедника происходит от названия хребта Большой Хехцир. Название хребта, по самой «красивой» версии, происходит от имени шамана Хээкчира.
Так описывает легенду о нём В. К. Арсеньев:

Давным-давно в одинокой фанзе жил гольд Хээкчир Фаеигуни. Он был хороший охотник и всегда имел достаточный запас юколы для своих собак. Хээкчир был однажды в Сансине на реке Сунгари и вывез оттуда белого петуха. После этого он начал тяготиться своим одиночеством, потерял сон и стал плохо есть. Как-то раз ночью Хээкчир Фаенгуни вышел на улицу и сел у крыльца своего дома. Вдруг он услышал слова:

— Хозяин, закрой окна, перед светом будет гроза.

Хээкчир обернулся и увидел, что это петух говорил ему человеческим голосом. Тогда он пошел на берег реки, но тут услышал шёпот над своей головой. Это говорили между собой деревья. Старый дуб шелестел листьями и рассказывал молодому ясеню о том, чему довелось ему быть свидетелем за двести с лишним лет. Хээкчир испугался. Он вернулся в свою фанзу, лег на кан, но, как только начал дремать, опять услышал шорох и голоса. Это говорили камни, из которых был сложен очаг. Они собирались треснуть, если их еще раз так накалят. Тогда Хээкчир понял, что он призван быть шаманом. Он отправился на реку Нор, и там маньчжурский шаман вселил в него духа Тыэнку. Хээкчир скоро прославился — он исцелял недуги, находил пропажи и отводил души усопших в «загробный мир». Слава о нем пошла по всей долине Уссури, Амуру и реке Сунгари.

## Расположение и границы
Заповедник расположен в Хабаровском районе Хабаровского края, в 15-20 км южнее Хабаровска, в пределах хребта Большой Хехци́р. Западная граница охраняемой территории проходит по берегу Уссури, рядом с государственной границей России; юго-западная и южная — по руслу реки Чирки, притока Уссури; восточная и северо-восточная обходят освоенные земли, протянувшиеся вдоль железной дороги и примыкающие к пригородам Хабаровска.
Администрация заповедника расположена в селе Бычиха Хабаровского района.

## Гидрография

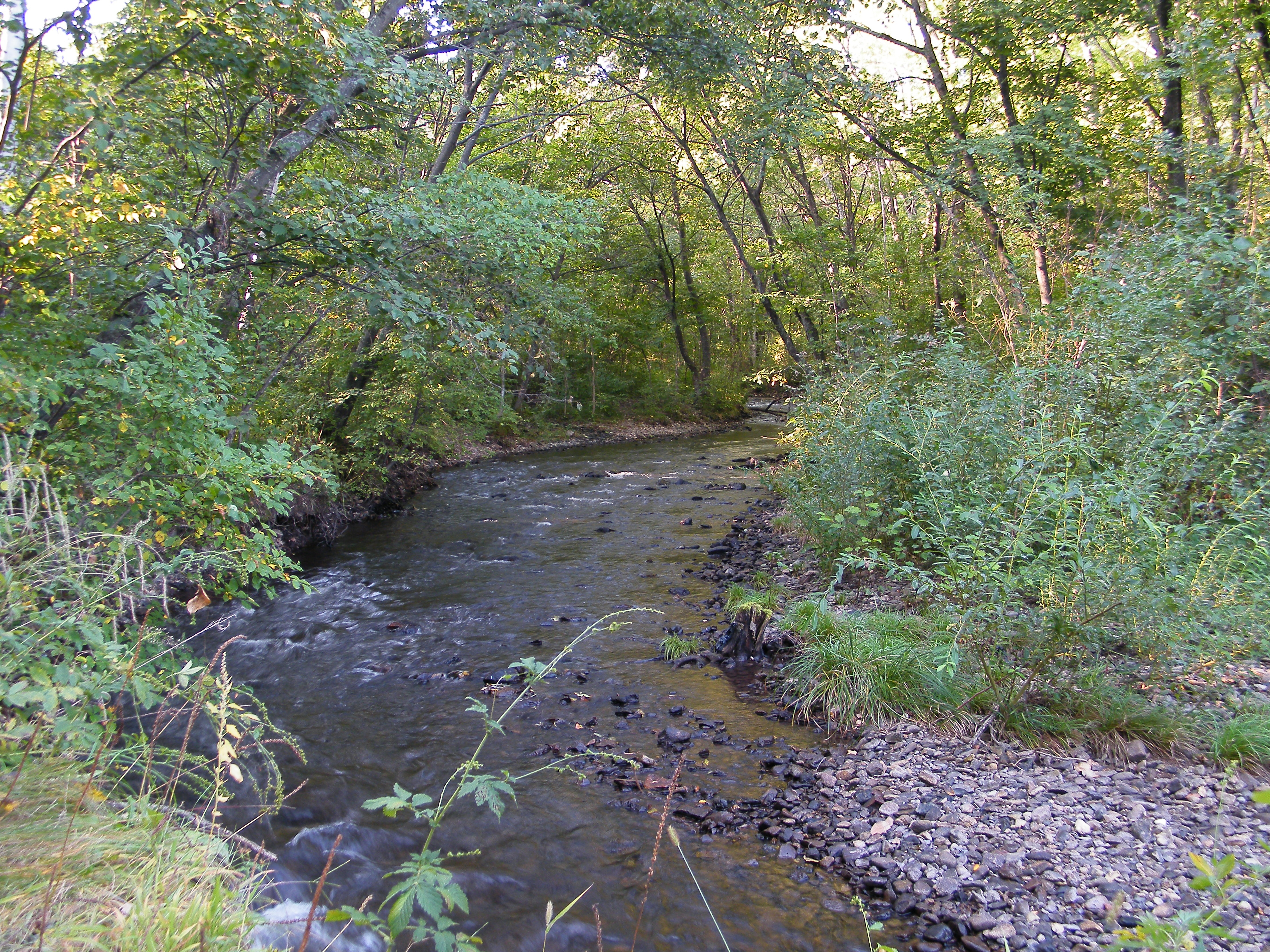
Река Быковка (или Бычиха)
(впадает в Амурскую протоку)

Не считая равнинной реки Чирки, ограничивающей заповедник с юга, все многочисленные речки и ручьи, текущие по хехцирским распадкам, имеют типичный горный характер; длина их до 20 км. Северные впадают в Амурскую протоку, западные — в реку Уссури, а восточные и южные — в реку Чирки.

## История
Многообразие флоры и фауны издавна обращало на себя внимание путешественников и учёных. Н. М. Пржевальский, побывавший здесь трижды, отмечал: «Хехцирский хребет представляет такое богатство лесной растительности, какое редко можно встретить в других, даже более южных частях Уссурийского края». В 1935 году Хехцир стал природным заказником местного, а с 1959 года — республиканского значения. Заповедник создан распоряжением Совета Министров РСФСР от 3 октября 1963 года на площади 46000 га. От момента создания до 1976 года заповедник был подчинён Хабаровскому комплексному НИИ ДВНЦ АН СССР, затем в советское время — Главному управлению по охране природы, заповедникам, лесному и охотничьему хозяйствам Министерства сельского хозяйства СССР. К 1985 году его площадь составляла 44 928 га. В 2009 году проведено межевание границ заповедника. Общая площадь земель составила 45340 га. Особая заслуга в придании заповедного статуса принадлежит члену-корреспонденту АН СССР А. С. Хоментовскому, известному писателю-охотоведу В. П. Сысоеву и охотоведу Н. В. Михайлову.

## Флора и фауна
На территории заповедника произрастают 1 020 видов сосудистых растений, 218 видов мхов, 148 — лишайников и 824 видов грибов. Здесь встречается 6 видов амфибий, 8 — рептилий, 240 — птиц, 45 — рыб и 53 вида млекопитающих. Подробно исследованы паукообразные, из них пауков найдено около 320 видов, а клещей (панцирные, гамазовые, иксодовые) — около 200 видов. Из насекомых, которых в заповеднике собрано и определено более 5000 видов, хорошо изучены чешуекрылые или бабочки; их в заповеднике выявлено более 2480 видов (данные на август 2023 года). Таким образом, на небольшой территории заповедника и в его окрестностях обитает более, чем каждый четвёртый вид из всех бабочек российской фауны. Среди насекомых зарегистрировано: жесткокрылых (жуков) — более 1000 видов, двукрылых — более 640 видов, перепончатокрылых — около 280 видов, клопов — более 230 видов, равнокрылых — около 140 видов.
В заповеднике можно встретить одних из самых крупных насекомых России: реликтовый усач длиной до 11 см, японская дубовая павлиноглазка до 12,5 см в размахе крыльев, дальневосточная брамея до 12,3 см в размахе крыльев, рыжая японская павлиноглазка до 12,2 см в размахе крыльев, самая толстая бабочка России — уссурийский толстотел, самка которого имеет толщину брюшка 2 см, а размах крыльев — 11 см. Самая большая дневная бабочка на Хехцире — парусник Маака, самки крупного летнего поколения которого могут достигать 11,5 — 13 см в размахе крыльев. Среди уникальных насекомых на Хехцире обитает коридал Мартыновой из большекрылых насекомых 
Megaloptera, известный в мире менее, чем по десятку экземпляров.
До начала 90-х годов прошлого столетия заходы тигров на Большой Хехцир были эпизодичны и кратковременны. С июля 1992 г. здесь поселилась семейная пара. Самец был вынужденно отстрелян в пос. Корфовский в феврале 2000 г. Самка «Трехпалая» за время нахождения в заповеднике (до июля 2007 г.) размножалась трижды (2, 1 и 3 тигренка). Самка амурского тигра жила в заповеднике до 2007 года.

### Наиболее охраняемые виды (из Красной Книги Российской Федерации)

#### Млекопитающие
амурский тигр, амурский лесной кот

#### Птицы
широкорот, райская мухоловка, древесная трясогузка, мандаринка, скопа, ястребиный сарыч, орлан-белохвост, сапсан, пегий лунь, филин

#### Пресмыкающиеся
Дальневосточная черепаха

#### Насекомые
реликтовый усач, жук-отшельник дальневосточный, трухляк Pytho kolwensis, эпикопея, перламутровка нериппе, или корейская; возможно обитание китайской восковой пчелы

#### Черви
дравида Гилярова

#### Моллюски
даурская жемчужница, уссурийская миддендорффиная, бугорчатая кристария, кийская амуранодонта

### Редкие виды

#### Млекопитающие
крошечная бурозубка, водяная кутора

#### Птицы
амурский кобчик, соловей-красношейка, острокрылый дятел, древесная трясогузка

#### Пресмыкающиеся
Японский уж, Красноспинный полоз

#### Насекомые
коридал Мартыновой, сфекодина хвостатая, мимевземия схожая

### Обычные виды

#### Млекопитающие
Обыкновенная лисица, барсук, соболь, гималайский медведь, бурый медведь, мышь восточноазиатская, красносерая полёвка, средняя и равнозубая бурозубки.

#### Птицы
китайская иволга, дрозд сизый, дубонос обыкновенный, дубонос малый черноголовый, трёхпалый дятел, седой дятел, серый личинкоед

#### Рептилии
живородящая ящерица, узорчатый полоз, каменистый и уссурийский щитомордники

#### Рыбы
гольян Лаговского, желтощёк, сазан, серебряный карась, толстолоб, хариус

#### Насекомые
хвостоносец Маака, махаон, аполлон Штуббендорфа, боярышница, переливница тополёвая, переливница Шренка, брамея дальневосточная, голубая орденская лента, бражник Гашкевича, бражник Татаринова
Список насекомых Большехехцирского заповедника Архивная копия от 9 мая 2021 на Wayback Machine

## Посещение
Проводятся экскурсии в Музее природы заповедника, есть экологические маршруты в специально отведенной для этого зоне.